# End of a Gun
End of a Gun è un film del 2016 diretto da Keoni Waxman.
Pellicola d'azione statunitense con protagonisti Steven Seagal, Florin Piersic Jr. e Jade Ewen.

## Trama
Parigi. Decker è un ex poliziotto americano dell'antidroga. Una sera accorre in aiuto di una ragazza, Lisa, che viene picchiata dal suo ragazzo. Ne inizia una colluttazione e Decker lo uccide con la sua pistola. Si scopre che il ragazzo lavorava per conto di un importante cartello della droga di Houston, Texas, capeggiato da un certo signor Vargas. Lisa confida a Decker che il ragazzo che ha ucciso aveva nascosto due milioni di euro nella sua macchina, che ora è stata sequestrata dalla polizia francese e messa in un deposito, e lo convince a prendere quei soldi, dividendo poi il denaro a metà. Decker accetta, anche perché egli è stato congedato dalla polizia senza pensione.
Decker riesce piuttosto facilmente ad impossessarsi del denaro, però questo suo gesto attira gli scagnozzi di Vargas, che lo rintracciano e rapiscono Lisa. I malviventi chiedono i soldi che ha rubato in cambio della vita della ragazza e Decker accetta. Facendosi aiutare da Jean, un poliziotto del posto che conosce Decker da una vita, egli si presenta all'appuntamento, mentre Jean gli guarda le spalle da lontano con un fucile da cecchino. Lo scambio finisce male ma Decker e Jean hanno la meglio, uccidendo tutti i malviventi, anche se Jean viene ferito ad una spalla. Tutto sembra essere finito bene, ma alla fine Lisa punta la pistola contro Decker, perché vuole tutti i soldi. A questo punto Decker, dispiaciuto, confida a Lisa che lui non ha mai fatto tutto questo per i soldi, ma per l'onore. Spiega infatti che l'amore delle persone che ami è più importante e duraturo di una valigia piena di banconote. Ma a Lisa tutto questo non importa, quindi Jean la uccide sparandole alla testa. I due infine scappano con i soldi.